# Тауэрские вороны

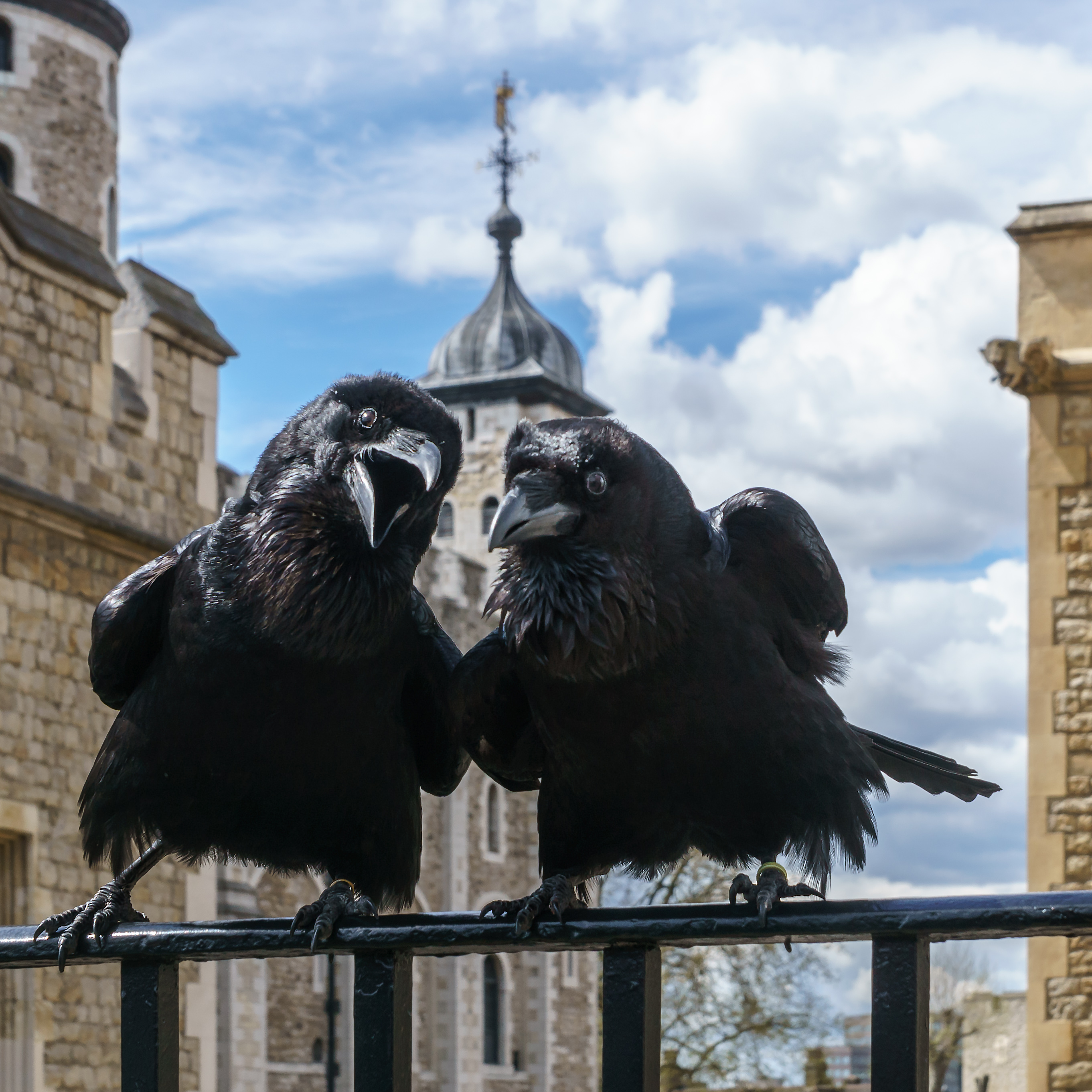
Джубили и Мунин, два тауэрских ворона

Та́уэрские во́роны (англ. Ravens of the Tower of London) — популяция чёрных воронов, традиционно обитающая в лондонской королевской крепости Тауэр и имеющая символическое значение для Британии. Их небольшая популяция находится на государственном обеспечении и за ними ухаживает специально уполномоченный член церемониальной йоменской стражи Тауэра — Смотритель воронов (англ. Ravenmaster).
Тауэрские во́роны являются символом Брана Благословенного (англ. Brân the Blessed, буквально «Благословенный Ворон"), легендарного великана и властителя Британии, повелевшего зарыть свою голову на Белом холме - где сейчас находится Белая башня крепости Тауэр - для защиты Британии.

## Появление популяции воронов
Государственное внимание на тауэрских воронов было обращено во времена короля Карла II (XVII век), когда и сложилось представление, что без них рухнут как сам Тауэр, так и Британская монархия. Достоверно и однозначно датировать признание данной популяции в современном смысле и её принятие на казённое довольствие современным историкам не удается, и некоторые исследователи относят эту дату к XIX столетию — эпохе королевы Виктории. Существуют предположения, что воронов как падальщиков первоначально привлекали к Тауэру возможностью поживиться проводившиеся там казни.

## Состав популяции

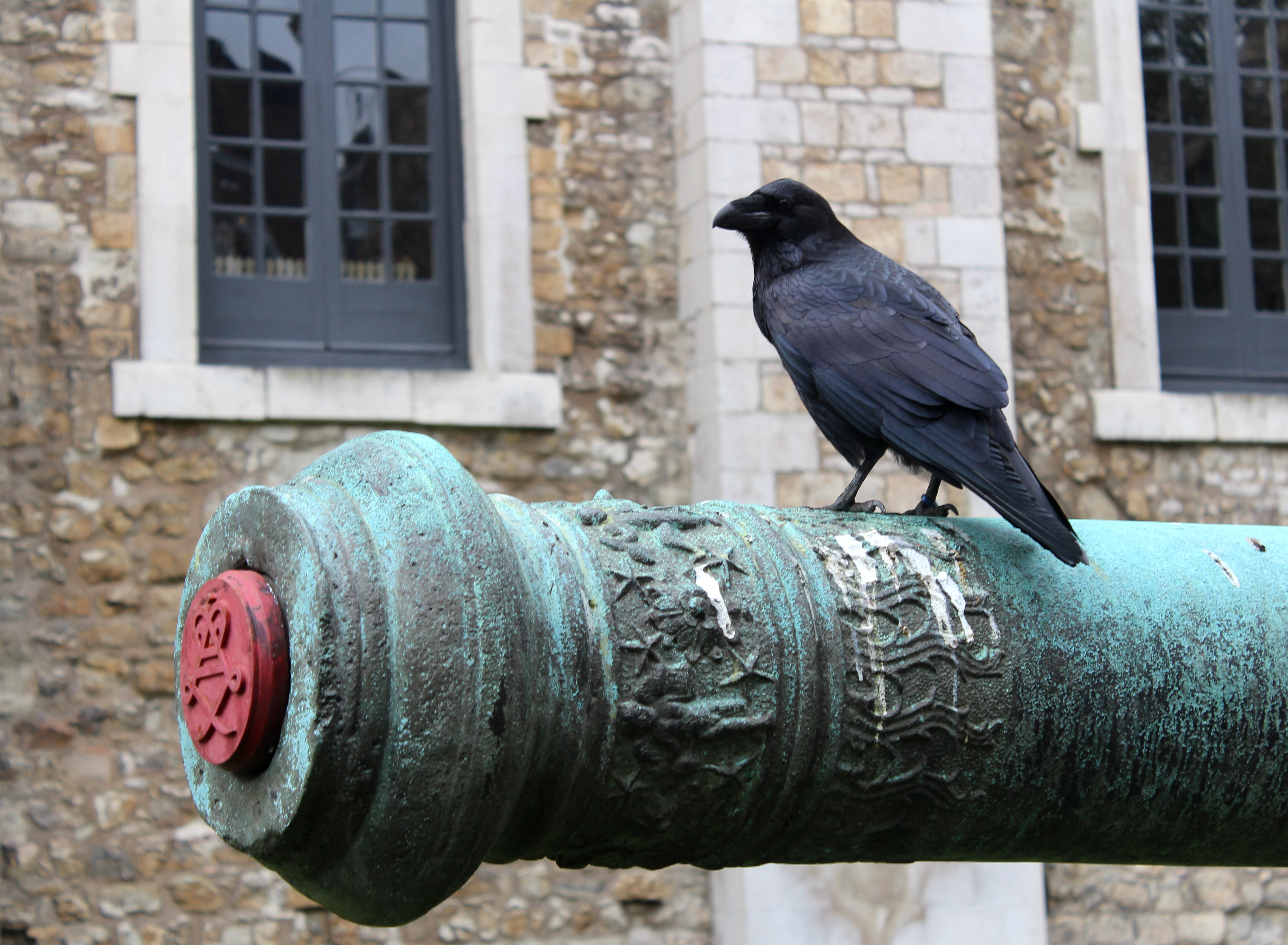
Ворон на одном из древних орудий Тауэра

Считается, что Карл II велел содержать в Тауэре не менее шести воронов, хотя количество птиц менялось. Так, в результате гитлеровских бомбардировок Лондона и бескормицы военного времени популяция сократилась до одной птицы и премьер-министр Уинстон Черчилль распорядился её восполнить.
Имена нынешних во́ронов:
- Марли
- Эрин
- Мерлин
- Болдрик (Baldrick)
- Мунин (Munin)
- Тор (Thor)
- Бранвен (Branwen) (самка, сейчас выводит потомство по программе сохранения популяции[1])
- Хугин (Hugine)
- Гвиллум (Gwyllum).

Эти вороны названы в честь скандинавских и кельтских богов и мифологических персонажей. Воронов индивидуально различают по прикрепленным к лапе каждого ленточкам того или иного цвета (процесс мечения аналогичен кольцеванию птиц).
С 1987 года проводится успешная программа поддержания численности популяции, направленная на её сохранение и пополнение.
На каждого ворона ведется личная учётная карточка подобно солдатской, где отмечается его послужной список — кличка, дата и место рождения, пол и особенности поведения, которые могут повлиять на его общение с публикой вплоть до необходимости увольнения наиболее агрессивных птиц со службы с переводом на довольствие в другие местности.

## Интересные факты
- Считается, что, если во́роны улетят из Тауэра, то и Британская империя падёт. Поэтому, по старинному обычаю, им периодически подрезают маховые перья на правом крыле, что является безболезненной процедурой[1].
- Тем не менее зарегистрированы случаи бегства воронов. Так, ворон Грог был замечен у одного из городских заведений общественного питания в 1981 году после 21 года службы в Тауэре[1].
- В начале 2006 года во́роны Тауэра были заключены в специальные клетки. Причиной тому был птичий грипп, распространявшийся по Европе с большой скоростью[8].
- Самым старым вороном в истории популяции считается Джим Кроу (Jim Crow), доживший до глубокой старости — 44 года[1].
- Рацион птиц состоит из 6 унций сырого мяса и порций смоченного в крови птичьего сухого корма в день. Раз в неделю их кормят яйцами и иногда кроликом с неснятой шкуркой, полезной для их здоровья[1].
- Ворон Тор — отличный звукоподражатель. Он умеет интонационно точно воспроизводить обращённые к нему слова смотрителя[1].
- 13 января 2021 «королева» воронов по кличке Мерлина пропала и, возможно, погибла. Об этом заявили сотрудники крепости-музея. Также сообщается, что на данный момент в Тауэре осталось всего 6 птиц, что очень расстроило британцев[9].